# Kerstin Anding
Kerstin Anding (* 2. Dezember 1956 in Heringen/Helme) ist eine deutsche Politikerin (PDS) und war von November 1995 bis 2001 Mitglied im Abgeordnetenhaus von Berlin.

## Leben
Kerstin Anding schloss an die polytechnische Oberschule eine Fachschulausbildung als Krankenschwester mit Abschluss 1978 an. Sie war von 1980 bis 1985 am Klinikum Buch als Oberreferentin für Jugendfragen tätig. Von 1986 bis 1989 war sie im Bereich Arbeit und Löhne beim Magistrat von Berlin beschäftigt. Zur Zeit der Wende in der DDR war sie in verschiedenen Ministerien tätig. Sie erhielt 1995 ihre Anerkennung als Sozialarbeiterin.
Anding wurde für die PDS 1995 im Wahlkreis Hohenschönhausen 03 und 1999 im Wahlkreis Hellersdorf 3 direkt in das Abgeordnetenhaus gewählt.